# Eurychoria
Eurychoria là một chi bướm đêm thuộc họ Geometridae.